# کولامون، نیو ساوت ولز
کولامون (به انگلیسی: Coolamon) یک شهرک در استرالیا است که در Coolamon Shire واقع شده‌است.